# Michael Hayes (serie televisiva)
Michael Hayes è una serie televisiva statunitense.

## Trama
Questa serie tratta le inchieste di Michael Hayes, un ex-poliziotto diventato sostituto procuratore della città di New York.

## Episodi
| Stagione       | Episodi | Prima TV originale | Prima TV Italia |
| -------------- | ------- | ------------------ | --------------- |
| Prima stagione | 22      | 1997-1998          |                 |